# Кеть (округ Левиці)
Кеть (словац. Keť) — село, громада округу Левіце, Нітранський край. Кадастрова площа громади — 19.65 км².
Населення 584 особи (станом на 31 грудня 2018 року).

## Історія
Кеть згадується 1308 року[джерело?].

## Населення
| Рік:            | 1994. | 2004.   | 2014.   | 2024.    |
| --------------- | ----- | ------- | ------- | -------- |
| Кількість осіб: | 764   | 688     | 636     | 562      |
| Різниця:        |       | -9,94 % | -7,55 % | -11,63 % |

| Рік:            | 2023. | 2024.   |
| --------------- | ----- | ------- |
| Кількість осіб: | 571   | 562     |
| Різниця:        |       | -1,57 % |